# Agnes af Frankrig, byzantinsk kejserinde
Agnes af Frankrig, omdøbt til Anna (1171 – 1220) var byzantinsk kejserinde gennem sit ægteskab, først med Alexios 2. Komnenos 1180-1183 og derefter Andronikos 1. Komnenos 1183-1185. Hun var datter af Ludvig 7. af Frankrig og Adéle af Champagne.

## Forlovelse og ægteskab
I begyndelsen af 1178 besøgte Filip 1., greve af Flandern Konstantinopel på vej tilbage fra Det hellige land. Den byzantinske Manuel 1. Komnenos, der allerede havde haft besøg Ludvig 7. i Konstantinopel over julen i 1147 under det 2. korstog, var måske endelig blevet overbevist af Filip om, at Frankrig ville være en ønskelig allieret i Vesteuropa. I løbet af vinteren 1178-1179 blev en kejserlig ambassade, der fulgte med Filip, og ledet af Baldovino Guercio fra Genova, sendt til det franske hof for at sikre et ægteskab mellem Agnes og Alexios 2. Komnenos, den eneste søn og arving, som Manuel havde fået med sin anden hustru Maria af Antioch. Denne eller en lignende ægteskabsalliance havde været ønsket af Pave Alexander 3. allerede i 1171.
Det var ikke ualmindeligt, at prinsesser, når der var aftalt et fremtidig ægteskab, skulle opdrages hos deres planlagte mands familie. Det er faktisk grunden til, at Agnes sandsynligvis aldrig mødte sin ældre søster Alys, der boede i Kongeriget England fra hun var omkring ni år, da hendes ægteskab med den fremtidige Richard Løvehjerte blev aftalt (selvom dette ægteskab aldrig fandt sted). Agnes steg på et skib i Montpellier på vej mod Konstantinopel i påsken 1179. Ved Genova forøgedes flotillaen fra 5 til 19 skibe, anført af Baldovino Guercio.
Ved ankomsten til Konstantinopel i sensommeren 1179 blev Agnes mødt af halvfjerds højtstående damer, og overdådige festligheder blev afholdt for hende.
Ifølge Vilhelm af Tyrus var Agnes otte år, da hun ankom til Konstantinopel, mens Alexios var tretten. Vilhelm tog fejl af Alexios' alder (han blev født den 14. september 1169) og der er ingen andre kilder til Agnes' fødselsår. Hvis hun faktisk var otte, var hun mindst tre år for ung til ægteskab, i henhold til det 12. århundrede ægteskabspraksis. Imidlertid ser det ud til at Vilhelm af Tyrus, der var til stede ved ceremonien, beskriver det som et ægte bryllup (matrimonii legibus ... copulare). Dette accepteres af nogle andre ikke-byzantinske kilder og af mange moderne historikere.
Ceremonien fandt sted i Trullo-hallen i Det store paladsden 2. marts 1180. Agnes blev officielt omdøbt til Anna. Eustathios af Thessaloniki holdt en tale for at fejre lejligheden. Denne ceremoni fandt sted ca. en måned efter Alexios' halvsøster Marias bryllup med Réne af Montferrat, udført af Patriarken af Konstantinopel Theodosios.

## Kejserinde
Den 24. september 1180 døde Manuel, og Alexios efterfulgte ham som kejser. Han var for ung til at regere alene. Hans mor Maria af Antioch havde mere indflydelse i statens anliggender end Alexios eller Anna.
I 1183 blev Maria af Antioch styrtet af en ny magthaver bag tronen, Andronikos 1. Komnenos. Andronikos var Manuels fætter og var kendt for at have haft egne imperiale ambitioner. Det antages, at han fik arrangeret mordet på Maria og hendes mand Renier ved forgiftning. Det er helt sikkert, at han fængslede og straks efter fik Maria af Antioch henrettet. Andronikos blev kronet som Alexios' medhersker. Derefter i oktober samme år havde han Alexios kvalt. Anna var nu 12 år gammel, og den ca. 65 år gamle Andronikos giftede sig med hende.
Andronikos havde tidligere været gift (hans første hustrus navn er ukendt). Han havde haft seksuelle forhold til to niecer (Eudokia Komnenos og Theodora Komnenos) og med Filippa af Antioch. Filippa var datter af Konstans af Antiooch og hendes første mand Raymond af Poitiers. Hun var også en søster til Maria af Antioch og dermed moster til Alexios. Andronikos havde to sønner med sin første kone. Han havde også en ung søn og datter fra sin affære med Theodora. Hans ældste søn Manuel havde allerede en egen søn, den fremtidige Alexios af Trabzon.
Anna var kejserinde i to år, indtil afsættelsen af Andronikos i september 1185. I et forsøg på at undslippe den folkeopstanden, der afsluttede hans styre, flygtede Andronikos fra Konstantinopel med Anna og sin elskerinde (kun kendt som Maraptike). De nåede Chele, en fæstning på den bithynske kyst ved Sortehavet, hvor de forsøgte at tage skib til Krim. Deres skib blev forhindret i at sejle af modvind. Andronikos blev til sidst taget til fange og ført tilbage til hovedstaden, hvor han blev tortureret og dræbt den 12. september 1185.

## Senere liv
Anna overlevede Andronikos' fald og, næste gang der høres om hende er en gang i 1193, da hun af en vestlig krønikeskriver siges at være blevet elskerinde til Theodor Branas, en hærfører, der kæmpede ved imperiets nordlige grænse. De gifte sig ikke med det samme.
Efter Konstantinopels fald i 1204 opnåede Agnes respekten fra de latinske baroner på grund af hendes status som tidligere kejserinde. Ifølge Robert af Clari havde Agnes et dårligt ry og kunne kun tale gennem en oversætter, fordi hun ikke kendte fransk. På det tidspunkt var hun 30 år gammel og havde tilbragt det meste af sit liv ved det byzantinske hof.
Anna og Theodor giftede sig til sidst i sommeren 1204 under opfordring fra den latinske kejser Balduin 1. af Konstantinopel. Theodor Branas fortsatte med at kæmpe for det Det Latinske Kejserrige og er sidstnævnt i 1219, hvor Agnes allerede er forsvundet fra den historiske fortegnelse. De havde mindst en datter, der blev gift med Narjot de Toucy.
Hendes dødsdato er undertiden angivet i moderne slægtstræer som "1220" eller "efter 1240". Der er ikke identificeret nogen primær kilde til disse datoer.

## Kulturelle referencer
Korsfareren Robert de Clari, der skrev kun 25 år efter begivenheden, er tydelig omkring det rige følge, der ledsagede Agnes til Konstantinopel:
så klædte kongen sin søster meget rigt og sendte hende med budbringere til Konstantinopel og mange af hans folk med hende. . . Da de var kommet, gjorde kejseren en meget stor ære for damen og glædede sig meget over hende og hendes folk. . .
Imidlertid tilskrives ambassaden Agnes' bror, Filip 2. August, skønt Filip var konge før den 18. september 1180.
Agnes er hovedperson i den historiske roman Agnes af Frankrig (1980) af den græske forfatter Kostas Kyriazis (f. 1920). Romanen beskriver begivenhederne i Manuels, Alexios' og Andronikos' regeringstider gennem hendes øjne. Hun er også en del af persongalleriet i efterfølgerne Det fjerde korstog (1981) og Henrik af Flandern (1984). Alle tre har været trykt i Grækenland siden deres første udgave.